# 日本空飛ぶ円盤研究会
日本空飛ぶ円盤研究会（にほんそらとぶえんばんけんきゅうかい、Japan Flying Saucer Research Association: JFSA）は、日本最初の空飛ぶ円盤・UFOの研究団体。
太平洋戦争で日本陸軍航空隊でレーダー装備を担当し、戦後は大蔵省印刷局に勤務していた荒井欣一（後にピー・プロダクションの庶務課長にもなっていた）が中心となり、1955年（昭和30年）に設立された。国内外の情報を収集する研究活動や講演活動、機関誌『宇宙機』の発行を行う傍ら、その後の日本で設立されたUFO研究団体と関わりを持ち、影響を与えた。
顧問には北村小松、糸川英夫、徳川夢声、石黒敬七らがいた。最盛期には約1,000名を超える会員を擁し、三島由紀夫（会員番号12）や石原慎太郎（会員番号169）らが参加し、著名人ではほかに星新一・黛敏郎・黒沼健・森田たまらが会員であった。客員会員として荒正人や新田次郎、平野威馬雄らも加わっていた。また、会員の柴野拓美による日本初のSFファングループである「科学創作クラブ」（のち宇宙塵）を生み出したことでも知られている。

会に集まった動機について、星新一は
ぼくの場合には、親父が死んだあとの会社の整理ということが、かなりの部分を占めていたし、空飛ぶ円盤の会を始めた荒井（欣一）さんの場合は、お嬢さんがストマイという薬の副作用で耳が不自由になられたとかで"本当に宇宙人が来てくれりゃ助かるのになあ"なんてなにかの折にふっと漏らされたことがありましたね。それから柴野（拓美）さんにしても、ずっと喘息に悩まされていたりとか……みなさんそれぞれに、なんともやりきれないものを背負いこんじゃって、その救いとかはけ口とか、そんなものもあったんじゃないかなという気がします。
と語っている。
1960年代から団体としての活動は低下したが、荒井欣一は2002年（平成14年）に死去するまで活動を続けた。